# مايكل سيرفيراس
مايكل سيرفيريس (من مواليد 6 نوفمبر 1960) هو ممثل ومغن وعازف غيتار أمريكي. قام بأداء العديد من المسرحيات الموسيقية والمسرحيات، بما في ذلك العديد من المسرحيات الموسيقية لستيفن سونديم : القتلة، سويني تود، الأحد في الحديقة مع جورج [الإنجليزية]
، عرض الطريق [الإنجليزية]
، والعاطفة. في عام 2004، فاز سيرفيريس بجائزة توني كأفضل ممثل مميز في مسرحية موسيقية القتلة بدور جون ويلكس بوث. في عام 2015، حصل على جائزة توني الثانية له كأفضل ممثل في مسرحية موسيقية منزل المرح [الإنجليزية]
 بدور بروس بيكديل.

## وصلات خارجية
- مايكل سيرفيراس على موقع IMDb (الإنجليزية)
- مايكل سيرفيراس على موقع ألو سيني (الفرنسية)
- مايكل سيرفيراس على موقع ميوزك برينز (الإنجليزية)
- مايكل سيرفيراس على موقع أول موفي (الإنجليزية)
- مايكل سيرفيراس على موقع قاعدة بيانات برودواي على الإنترنت (الإنجليزية)
- مايكل سيرفيراس على موقع قاعدة بيانات الأفلام السويدية (السويدية)
- مايكل سيرفيراس على موقع ديسكوغز (الإنجليزية)
- مايكل سيرفيراس على موقع قاعدة بيانات الفيلم (الإنجليزية)
- مايكل سيرفيراس على موقع كينوبويسك (الروسية)